# Chris Chandler
(en) Statistiques sur pro-football-reference
Chris Chandler, né le 12 octobre 1965 à Everett dans l'État de Washington, est un joueur américain de football américain évoluant au poste de quarterback pendant 17 saisons en National Football League (NFL). Il est principalement connu pour avoir atteint le Super Bowl XXXIII comme titulaire des Falcons d'Atlanta lors de la saison 1998 de la NFL après avoir réalisé une superbe saison régulière, permettant à son équipe de finir avec un bilan de 14 victoires pour 2 défaites.